# Hans Hartung
Hans Heinrich Ernst Hartung (* 21. září 1904, Lipsko, Německo - 8. prosince 1989, Antibes, Francie) byl německý abstraktní malíř a grafik, známý svou spontánní gestickou malbou. Je řazen k předním představitelům informelu a tašismu.

## Život
Narodil se v umělecké rodině v Lipsku a v mládí ho ovlivnil Rembrandt, Goya a němečtí malíři jako Lovis Corinth a Max Slevogt, z expresionistů Oskar Kokoschka and Emil Nolde. Roku 1924 začal studovat filozofii a historii umění na Lipské Univerzitě a odtud přešel na Akademii nejprve v Lipsku a později v Drážďanech, kde kopíroval díla starých mistrů. Jeho vztah k umění změnila roku 1926 výstava mezinárodního umění v Drážďanech, kde byli zastoupeni Georges Braque, Juan Gris, Henri Matisse a Pablo Picasso. Rozhodl se opustit Německo z obavy před provincionalismem a vydal se na kole po Itálii a nakonec se usadil v Paříži. Tam kopíroval díla starého i moderního umění, ale nestýkal se s ostatními umělci. Po návštěvě jihu Francie ho tamní příroda inspirovala ke studiu díla Paula Cézanna a zájmu o proporce a pravidlo zlatého řezu.
Roku 1928 navštívil Mnichov a studoval malířskou techniku u Maxe Doernera. O rok později se oženil s norskou abstraktní expresionistkou Annou-Evou Bergman a usadil se s ní nejprve v Leucate ve Francii a později na Menorce (1932-1934). Poprvé vystavoval roku 1931 v Drážďanech. Jeho vazby k Německu oslabila smrt otce v roce 1932 a později odmítnutí jeho kubizujícího stylu jako degenerovaného umění nacistickým režimem. Když se roku 1935 pokusil prodat obrazy v Berlíně, hrozilo mu zatčení a musel s pomocí přítele, řeckého historika umění Christiana Zervose uprchnout zpět do Francie.
Po návratu do Paříže se s ním na dálku a na nátlak tchyně rozvedla jeho žena, byl mu odejmut německý pas a Hartung upadl do depresí. Jeho abstraktní obrazy se neprodávaly a z finančních problémů mu pomáhali přátelé Kandinski, Miró a Mondrian. Zúčastnil se skupinové výstavy v Jeu de Paume, kterou připravil jeho přítel a kurátor Christian Zervos a pravidelně vystavoval na Salon des Surindépendants (1935, 1937, 1945). Sochař Julio González mu nabídl svůj ateliér a roku 1939 se Hartung oženil s Gonzálesovou dcerou Robertou. Roku 1939 ho jako cizince německé národnosti zatkla francouzská policie a byl několik měsíců vězněn. Po propuštění v prosinci 1939 vstoupil do Cizinecké legie, ale již roku 1940 byl demobilizován. Utekl pak s Gonzálesovou rodinou na jih Francie a po smrti Julia Gonzálese (1942) přešel do Španělska, kde byl uvězněn sedm měsíců v koncentračním táboře Miranda del Ebro. Podařilo se mu uprchnout do Severní Afriky, kde znovu vstoupil do Cizinecké legie pod jménem Pierre Berton. V bitvě u Belfortu roku 1944 přišel o pravou nohu. Po skončení války získal roku 1945 francouzské občanství a byl vyznamenán Válečným křížem (Croix de Guerre) a jmenován Grand officier de l'ordre national de la Légion d'honneur.
Roku 1947 měl první samostatnou výstavu v Paříži v Galerie Lydia Conti a ve druhé polovině 50. let se jeho malba dočkala uznání a ocenění na výstavách v Galerie de France (1956) a Galerie Craven. Roku 1956 také obdržel "Prix Guggenheim" a byl jmenován čestným členem Akademie der Künste v Berlíně. Roku 1957 se znovu oženil s Annou-Evou Bergman. Roku 1960 mu byla udělena Mezinárodní Grand Prix na benátském Bienále. Měl retrospektivní výstavu v Musée national d'art moderne, Paris (1969) a autorskou výstavu v Metropolitan Museum of Art, New York (1975) a Musée d'art moderne de la Ville de Paris (1980). Roku 1976 vyšly poprvé jeho memoáry pod názvem "Autoportrait". Roku 1977 se stal členem Académie des Beaux-Arts in Paris. Zemřel v Antibes ve věku 85 let.

## Dílo
Hartungova malba ze zralého období je gestuální, kaligrafická a téměř monochromatická. Je charakteristická dlouhými paralelními tahy štětce nebo škrábanci. V Evropě je vnímán jako protějšek amerických abstraktních expresionistů. Hartung ovlivnil zejména mladé americké malíře v 60. letech (Helen Frankenthaler, Sam Francis) a stál u zrodu americké lyrické abstrakce 60. a 70. let.

### Zastoupení ve sbírkách (výběr)
- Metropolitan Museum of Art, New York
- Museum of Modern Art, New York
- Solomon R. Guggenheim Museum, New York
- The Art Institute of Chicago
- Tate Gallery, London
- Centre national d’art et de culture Georges Pompidou, Paris
- Stedelijk Museum, Amsterdam
- Haifa Museum of Art
- National Gallery of Australia in Canberra
- Hirshhorn Museum and Sculpture Garden in Washington, D.C.

### Filmové dokumenty
- Visite à Hans Hartung, režie Alain Resnais (1947)
- Hans Hartung, režie Christian Ferlet (1971)